# Rajd Argentyny 2001
Rezultaty Rajdu Argentyny (21º Rally Argentina), eliminacji Rajdowych Mistrzostw Świata w 2001 roku, który odbył się w dniach 3-6 maja. Była to piąta runda czempionatu w tamtym roku i trzecia szutrowa, a także piąta w Production World Rally Championship. Bazą rajdu było miasto Córdoba. Zwycięzcami rajdu została brytyjska załoga Colin McRae i Nicky Grist w Fordzie Focusie WRC. Wyprzedzili oni rodaków Richarda Burnsa i Roberta Reida w Subaru Imprezie WRC oraz Hiszpanów Carlosa Sainza i Luísa Moyę w Fordzie Focusie WRC. Z kolei w Production WRC zwyciężyli Argentyńczycy Gabriel Pozzo i Daniel Stillo, jadący Mitsubishi Lancerem Evo VI.
Rajdu nie ukończyło sześciu kierowców fabrycznych. Kierowca Peugeota 206 WRC Fin Marcus Grönholm odpadł na 18. odcinku specjalnym z powodu awarii sprzęgła. Jego partner z zespołu Peugeota, Francuz Didier Auriol, wycofał się z rajdu na 20. odcinku specjalnym z powodu awarii zawieszenia. Szwed Kenneth Eriksson jadący Hyundaiem Accentem WRC zrezygnował z jazdy po uszkodzeniu koła na 20. odcinku specjalnym. Rajdu nie ukończyli też dwaj kierowcy Škody Octavii WRC Niemiec Armin Schwarz i Belg Bruno Thiry. Obaj odpadli na 11. odcinku po tym jak w ich samochody uderzył pojazd straży pożarnej. Trzeci kierowca Peugeota, Fin Harri Rovanperä, zrezygnował z jazdy na 7. oesie z powodu awarii zawieszenia.

## Klasyfikacja ostateczna
| Miejsce                     | Zawodnik                  | Pilot                     | Samochód                    | Czas                      | Strata                    | Grupa                     | Punkty                    |
| WRC (pierwsza dziesiątka)   | WRC (pierwsza dziesiątka) | WRC (pierwsza dziesiątka) | WRC (pierwsza dziesiątka)   | WRC (pierwsza dziesiątka) | WRC (pierwsza dziesiątka) | WRC (pierwsza dziesiątka) | WRC (pierwsza dziesiątka) |
| --------------------------- | ------------------------- | ------------------------- | --------------------------- | ------------------------- | ------------------------- | ------------------------- | ------------------------- |
| 1.                          | Colin McRae               | Nicky Grist               | Ford Focus WRC              | 4:18:25.3                 |                           | A8 M                      | 10                        |
| 2.                          | Richard Burns             | Robert Reid               | Subaru Impreza WRC          | 4:18:52.2                 | +26.9                     | A8 M                      | 6                         |
| 3.                          | Carlos Sainz              | Luís Moya                 | Ford Focus WRC              | 4:20:11.7                 | +1:46.4                   | A8 M                      | 4                         |
| 4.                          | Tommi Mäkinen             | Risto Mannisenmäki        | Mitsubishi Lancer Evo VI    | 4:21:37.9                 | +3:12.6                   | A8 M                      | 3                         |
| 5.                          | Petter Solberg            | Phil Mills                | Subaru Impreza WRC          | 4:22:12.3                 | +3:47.0                   | A8 M                      | 2                         |
| 6.                          | Freddy Loix               | Sven Smeets               | Mitsubishi Carisma GT Evo 6 | 4:24:05.4                 | +5:40.1                   | A8 M                      | 1                         |
| 7.                          | François Delecour         | Daniel Grataloup          | Ford Focus WRC              | 4:24:36.2                 | +6:10.9                   | A8                        |                           |
| 8.                          | Toshihiro Arai            | Glenn MacNeall            | Subaru Impreza WRC          | 3:44:20.4                 | +3:25.7                   | A8                        |                           |
| 9.                          | Alister McRae             | David Senior              | Hyundai Accent WRC          | 4:32:24.2                 | +13:58.9                  | A8 M                      |                           |
| 10.                         | Gabriel Pozzo             | Daniel Stillo             | Mitsubishi Lancer Evo VI    | 4:38:40.4                 | +20:15.1                  | N4                        |                           |
| PWRC (punktujący zawodnicy) |                           |                           |                             |                           |                           |                           |                           |
| 1. (10.)                    | Gabriel Pozzo             | Daniel Stillo             | Mitsubishi Carisma Evo VI   | 4:38:40.4                 |                           | N4                        | 10                        |
| 2. (11.)                    | Gustavo Trelles           | Jorge del Buono           | Mitsubishi Lancer Evo VI    | 4:40:45.5                 | +2:05.1                   | N4                        | 6                         |
| 3. (12.)                    | Roberto Sánchez           | Edgardo Galindo           | Subaru Impreza 555          | 4:44:34.5                 | +5:54.1                   | N4                        | 4                         |
| 4. (13.)                    | Luís Pérez Companc        | José Volta                | Mitsubishi Lancer Evo VI    | 4:49:49.6                 | +11:09.2                  | N4                        | 3                         |
| 5. (14.)                    | Esteban Goldenhersch      | Fabián Cretú              | Subaru Impreza 555          | 4:49:56.4                 | +11:16.0                  | N4                        | 2                         |
| 6. (15.)                    | Federico Villagra         | Javier Villagra           | Mitsubishi Lancer Evo V     | 4:51:52.2                 | +13.11.8                  | N4                        | 1                         |

1. ↑  Litera M przy oznaczeniu grupy do której należy samochód oznacza, iż tylko ci kierowcy zdobywali punkty dla swoich zespołów liczonych w klasyfikacji producentów na koniec sezonu.

## Zwycięzcy odcinków specjalnych
| Dzień      | Odcinek | G. rozp. | Nazwa                          | Długość  | Zwycięzca       | Czas    | Lider rajdu |
| ---------- | ------- | -------- | ------------------------------ | -------- | --------------- | ------- | ----------- |
| 1 (3 maja) | SS1     | 19:15    | Complejo Pro Racing Lane A     | 3,44 km  | Colin McRae     | 2:27.9  | Colin McRae |
| 1 (3 maja) | SS2     | 19:20    | Complejo Pro Racing Lane B     | 3,44 km  | Colin McRae     | 2:25.1  | Colin McRae |
| 2 (4 maja) | SS3     | 08:35    | La Falda                       | 29,96 km | Colin McRae     | 22:34.1 | Colin McRae |
| 2 (4 maja) | SS4     | 10:40    | Ascochinga 1                   | 28,83 km | Colin McRae     | 18:39.9 | Colin McRae |
| 2 (4 maja) | SS5     | 12:08    | Capilla del Monte              | 23,02 km | Colin McRae     | 17:09.1 | Colin McRae |
| 2 (4 maja) | SS6     | 12:39    | San Marcos Sierra              | 9,61 km  | Richard Burns   | 6:33.6  | Colin McRae |
| 2 (4 maja) | SS7     | 14:15    | La Cumbre                      | 23,46 km | Carlos Sainz    | 19:45.8 | Colin McRae |
| 2 (4 maja) | SS8     | 15:08    | Ascochinga 2                   | 28,83 km | Colin McRae     | 18:24.2 | Colin McRae |
| 3 (5 maja) | SS9     | 09:13    | Santa Rosa de la Calamuchita 1 | 26,10 km | Richard Burns   | 15:22.6 | Colin McRae |
| 3 (5 maja) | SS10    | 09:59    | San Agustin                    | 12,65 km | Colin McRae     | 9:19.2  | Colin McRae |
| 3 (5 maja) | SS11    | 10:57    | Amboy 1                        | 17,48 km | Richard Burns   | 9:13.6  | Colin McRae |
| 3 (5 maja) | SS12    | 12:16    | Santa Rosa de la Calamuchita 2 | 26,10 km | Colin McRae     | 15:10.4 | Colin McRae |
| 3 (5 maja) | SS13    | 12:59    | Las Bajadas                    | 16,42 km | Richard Burns   | 8:48.3  | Colin McRae |
| 3 (5 maja) | SS14    | 13:42    | Amboy 2                        | 17,48 km | Richard Burns   | 9:09.2  | Colin McRae |
| 3 (5 maja) | SS15    | 16:18    | Camping General San Martin     | 4,20 km  | Tommi Mäkinen   | 3:04.1  | Colin McRae |
| 4 (6 maja) | SS16    | 09:06    | Cura Brochero                  | 13,63 km | Tommi Mäkinen   | 6:43.1  | Colin McRae |
| 4 (6 maja) | SS17    | 09:47    | El Mirador 1                   | 20,65 km | Marcus Grönholm | 11:29.5 | Colin McRae |
| 4 (6 maja) | SS18    | 11:21    | Chamico                        | 24,60 km | Richard Burns   | 17:50.4 | Colin McRae |
| 4 (6 maja) | SS19    | 12:05    | El Mirador 2                   | 20,65 km | Richard Burns   | 11:25.3 | Colin McRae |
| 4 (6 maja) | SS20    | 13:48    | Mina Clavero                   | 22,26 km | Colin McRae     | 18:06.4 | Colin McRae |
| 4 (6 maja) | SS21    | 14:35    | El Condor                      | 16,77 km | Colin McRae     | 13:50.3 | Colin McRae |

## Klasyfikacja po 5 rundach
Tabele przedstawiają tylko pięć pierwszych miejsc.

### Kierowcy
| Lp. | Kierowca        | Pkt |
| --- | --------------- | --- |
| 1   | Tommi Mäkinen   | 27  |
| 2   | Carlos Sainz    | 22  |
| 3   | Didier Auriol   | 10  |
| 4   | Colin McRae     | 10  |
| 5   | Harri Rovanperä | 10  |

### Producenci
| Lp. | Producent                    | Pkt |
| --- | ---------------------------- | --- |
| 1   | Marlboro Mitsubishi Ralliart | 44  |
| 2   | Ford Martini                 | 36  |
| 3   | Peugeot Total                | 20  |
| 4   | Subaru World Rally Team      | 16  |
| 5   | Hyundai Castrol WRT          | 8   |